# Krocetin glukoziltransferaza
Krocetin glukoziltransferaza (EC 2.4.1.271, krocetin GTaza, UGTCs2) je enzim sa sistematskim imenom UDP-glukoza:krocetin 8-O-D-glukoziltransferaza. Ovaj enzim katalizuje sledeću hemijsku reakciju
(1) UDP-glukoza + krocetin {\displaystyle \rightleftharpoons } UDP + beta--glukozil krocetin
(2) UDP-glukoza + beta--glukozil krocetin {\displaystyle \rightleftharpoons } UDP + bis(beta-D-glukozil) krocetin
(3) UDP-glukoza + beta--gentiobiozil krocetin {\displaystyle \rightleftharpoons } UDP + beta--gentiobiozil beta-D-glukozil krocetin
Kod Crocus sativus ovaj enzim esterifikuje slobodnu karboksilnu grupu krocetina ili krocetin glikozil estra.

## Literatura
- Nicholas C. Price; Lewis Stevens (1999). Fundamentals of Enzymology: The Cell and Molecular Biology of Catalytic Proteins (Third изд.). USA: Oxford University Press. ISBN 019850229X.
- Eric J. Toone (2006). Advances in Enzymology and Related Areas of Molecular Biology, Protein Evolution (Volume 75 изд.). Wiley-Interscience. ISBN 0471205036.
- Branden C; Tooze J. Introduction to Protein Structure. New York, NY: Garland Publishing. ISBN 0-8153-2305-0.
- Irwin H. Segel. Enzyme Kinetics: Behavior and Analysis of Rapid Equilibrium and Steady-State Enzyme Systems (Book 44 изд.). Wiley Classics Library. ISBN 0471303097.

## Spoljašnje veze
- Crocetin+glucosyltransferase на 